# Serpocaulon attenuatum
Serpocaulon attenuatum är en stensöteväxtart som först beskrevs av Karel Presl, och fick sitt nu gällande namn av Alan Reid Smith. Serpocaulon attenuatum ingår i släktet Serpocaulon och familjen Polypodiaceae. Inga underarter finns listade.